# Picks Up the Thread
Picks Up the Thread ist ein Jazzalbum des Trios Stirrup um Fred Lonberg-Holm. Die live im Veranstaltungsort Pro Musica in Chicago entstandenen Aufnahmen erschienen am 8. Dezember 2023 auf Eyes & Ears Records.

## Hintergrund
Das multinationale Trio Stirrup wurde 2009 in Chicago gegründet und besteht aus dem Cellisten und Live-Elektroniker Fred Lonberg-Holm, dem Kontrabassisten Nick Macri und dem Schlagzeuger Charles Rumback. Es versteht sich als Kollektiv, für das alle drei Mitglieder schreiben und arrangieren. Die Band versucht einen einzigartigen, vom Genre abweichenden Gruppensound zu erzeugen: Erkundende, tiefe Bass-Ostinati, atmosphärische Harmonien, sowohl lyrische als auch geräuschhafte Streicherklänge, ausgedehnte Strukturen und ein dynamischer rhythmischer Puls sind dabei die Ausgangspunkte.
Picks Up the Thread ist das fünfte Album von Stirrup. Das Album wurde live im Studio aufgenommen. Stirrup spielte in dieser Session zwei Stücke von Lonberg-Holm und vier weitere von Macri.

## Titelliste
- Stirrup: Picks Up the Thread (Eyes & Ears Records)[1]

1. Last Year's Blues (Nick Macri) 10:35
2. Chill Cot (Fred Lonberg-Holm) 10:21
3. Azul Amis (Nick Macri) 7:20
4. Made in the Shade (Nick Macri) 7:39
5. e320 (Fred Lonberg-Holm) 6:40

## Rezeption

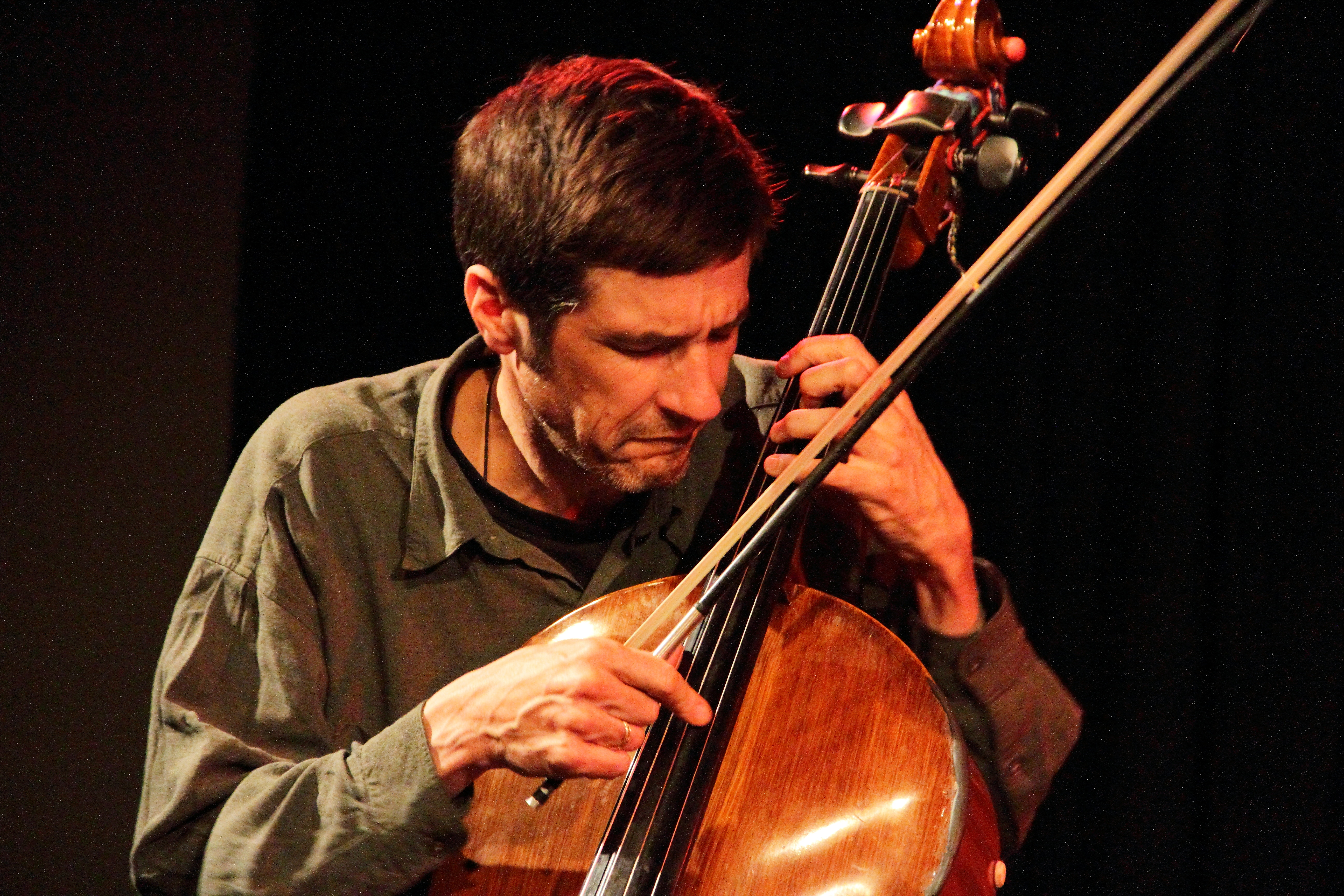
Fred Lonberg-Holm (2015)

Der Umgang des Trios Stirrup mit Melodie in Bewegung sei stets nervös und vermittle eine Ambivalenz in Bezug auf Grenzen und Struktur, schrieb Dave Sumner in Daily Bandcamp. Er sei vergleichbar „mit dem Einfädeln einer Nadel, während man eine Treppe hinunterstürzt“. Fred Lonberg-Holm, Nick Macri und Charles Rumback würden diesen Effekt in einer Umgebung hoher Volatilität manifestieren, „einem Ort, an dem die Intensität zwischen dem Wahnsinnigen und dem Erhabenen schwankt“. Es schwinge eine Kraft mit, die einen vergessen lasse, dass hier nur drei Musiker spielen.
Die Musik bewege sich auf natürliche Weise zwischen dem Lyrischen, dem Verzerrten, Lärmigen und dem Chaotischen, schrieb Eyal Hareuveni in Salt Peanuts. Das Trio agiere als echtes Kollektiv, das die Musik gerne durch dialogische und ausgedehnte Strukturen erforsche, sich aber nie auf zu vertraute Wege einlasse. Die umfangreiche Erfahrung von Lonberg-Holm, Macri und Rumback als Improvisatoren und als Trio, das seit 2009 arbeitet und in Kunstmuseen, Indie-Rock-Clubs und europäischen Jazzfestivals auftrat, zahle sich hier aus. Stirrup verändere sich ständig von einem gefühlvollen Kammerjazz-Trio zu einer wilden Free-Jazz-Gruppe oder einer Band, die auf klangorientierte Post-Rock-Territorien abziele.